# Södermalm
Södermalm, lokalt blot kaldet Söder, er en bydel i det centrale Stockholm, Sverige, og også navnet på det bydelsområde, som bydelen tilhører. Södermalm udgøres af øerne Åsön, Reimersholme og Långholmen. Med en befolkning på over 100.000 (2006) fordelt på et areal på blot 5,71 km² er Södermalm et af de tættest befolkede områder i Skandinavien.
Södermalm er forbundet med resten af Stockholm via adskillige broer. Administrativt er Södermalm en del af Stockholms kommun. Södermalm har siden 2007 sammen med Gamla stan og Hammarby Sjöstad tilhørt Södermalms stadsdelsområde.
Navnet Södermalm er omtalt så tidligt som 17. juni 1288 i et brev fra biskop Anund i Strängnäs. Han har med al sandsynlighed refereret til den del af det nuværende Södermalm, der ligger nærmest centrum. Betegnelsen Södermalm er opstået som analogi til navnet på bydelen nord for centrum, kaldet Norrmalm.
59°18′53.9″N 18°4′22.97″Ø / 59.314972°N 18.0730472°Ø